# Vérac

Vérac este o comună în departamentul Gironde din sud-vestul Franței. În anul 2009 avea o populație de 791 de locuitori.

## Evoluția populației
| An        | 1975 | 1982 | 1990 | 1999 | 2006 | 2009 |
| --------- | ---- | ---- | ---- | ---- | ---- | ---- |
| Populație | 465  | 581  | 656  | 715  | 776  | 791  |